# Авито
Ави́то — российский интернет-сервис для размещения объявлений о товарах, недвижимости, вакансиях и резюме на рынке труда, а также услугах, занимающий первое место в мире среди сайтов объявлений. Объявления могут размещать как частные лица, так и компании. Товары, предлагаемые к продаже на «Авито», могут быть новыми и бывшими в использовании. На апрель 2023 года количество активных объявлений на платформе превысило 150 миллионов, увеличившись за год почти в два раза, таким образом «Авито» является самой большой площадкой ресейла в России.
Основан в 2007 году шведскими предпринимателями Йонасом Нордландером и Филипом Энгельбертом. С 2015 по 2022 год «Авито» принадлежал южно-африканской медиагруппе Naspers. В мае 2022 подразделение южноафриканского холдинга Naspers — Prosus приняло решение прекратить участие в операциях в России. В октябре 2022 года владельцем сервиса стала Kismet Capital Group Ивана Таврина. В апреле 2025 структура под управлением Россельхозбанка купила 50 % «Авито».
Головной офис расположен в Москве, также открыты офисы в Санкт-Петербурге, Казани и Самаре. Численность персонала на январь 2025 года составляет более 10000 человек.
Антон Гримов – директор по развитию с 2024 года.

## История
«Авито» (Avito) был создан 15 октября 2007 года. Основали компанию шведские предприниматели Йонас Нордландер и Филип Энгельберт. Идея открыть собственный бизнес появилась у Нордландера ещё в 1998 году. Спустя год он вместе с друзьями создал интернет-аукцион Tradera.com, который в 2006 году был продан компании eBay за 48 млн долларов США. В 2007 году Нордландер посетил Россию и увидел в ней перспективный рынок с большим потенциалом развития, даже несмотря на небольшие показатели проникновения интернета в стране на тот момент (в пределах 20-25 %). Вернувшись в Швецию после визита в Россию, Нордландер начал встречаться с инвесторами и продвигать идею создания сайта объявлений. Одним из инвесторов был Филип Энгельберт, на тот момент работавший в компании, купившей справочники Yellow Pages. Нордландер и Энгельберт объединили усилия и вместе создали «Авито».
За разработку проекта «Авито» отвечал Леонид Захаров, позже руководивший социальной сетью Badoo.com и проектами Mamba.ru. Сайт «Авито» был запущен в 2007 году и специализировался на товарах повседневного спроса. Помимо публикации объявлений, на сайте присутствовала возможность размещения аукционов, которую выделили в итоге в отдельный проект «Авиток», но в 2009 от него было решено полностью отказаться. Руководство компании сфокусировалось на работе с объявлениями.
В 2010 году ежемесячная аудитория сайта расширилась до 10 млн уникальных посетителей. Компания получила инвестиции в размере 26 млн долларов от шведского концерна Investment AB Kinnevik и фонда Northzone Ventures. На украинском рынке был запущен проект TORG.ua, позднее объединённый с OLX.ua
В 2011 были запущены мобильная версия сайта и мобильное приложение, а также сервис «Магазины» с возможностью создания витрин для товаров. В 2012 году портал вошёл в топ-5 самых посещаемых ресурсов русского сегмента интернета после ВКонтакте, Одноклассников, Mail.ru и Яндекса. На сайте были запущены категории «Авито Авто» и «Авито Недвижимость».
Компания привлекла дополнительные 75 млн долларов США инвестиций от Accel Partners и Baring Vostok Private Equity Fund.
Также в 2012 году «Авито» запустила сайт Avito.ma в Марокко, который стал крупнейшим сайтом объявлений в этой стране. В 2013 году произошло слияние «Авито» и ресурсов OLX.ru и российского сегмента Slando, принадлежащих южноафриканскому холдингу Naspers, под одним брендом — «Авито», после чего был изменён логотип. Взамен Naspers получил 17,8 % компании. Запустились новые вертикали «Авито Услуги» и «Авито Работа». 15 мая 2014 года состоялся запуск совместного проекта «Авито» и компании Korbitec, входящей в группу Naspers, — сайта объявлений о недвижимости Domofond.ru. Решение о развитии нового портала было связано с намерением создать специализированный сайт объявлений федерального масштаба.
В конце 2014 года ресурс TORG.ua, принадлежавший «Авито», был продан группе Naspers и объединён с сайтом OLX.ua. Компания также заняла 10-е место в рейтинге крупнейших интернет-компаний в России по версии Forbes.
3 июля 2015 года состоялся запуск сервиса контекстной рекламы «Авито Контекст». С весны 2015 года для наращивания выручки компании на «Авито» началось введение платы за размещение бизнес-объявлений. При этом для обычных пользователей, которые продают личные вещи, была сохранена возможность бесплатного размещения в разных категориях. В июле 2015 года «Авито» продал свою долю в марокканском проекте Avito.ma. В роли покупателя выступила скандинавская группа Schibsted. 1 октября компания объявила о покупке логистического агрегатора CheckOut.
23 октября медиахолдинг Naspers подписал соглашение о приобретении контрольного пакета акций компании «Авито», увеличив свою долю с 17,8 % до 67,9 % посредством полного выкупа долей у фондов Kinnevik (владел 31,2 %), AccelPartners (4,3 %), Northzone (5,7 %) и приобретения акций у других инвесторов. 9 ноября 2015 года ФАС РФ опубликовала решение об одобрении сделки.
В сентябре 2016 года «Авито» стал единственным владельцем сайта Domofond.ru. Акции были выкуплены у прежних акционеров и соучредителей Domofond.ru — компании Property24, принадлежащей южноафриканской группе Naspers, и двух миноритарных акционеров.
Весной 2018 года «Авито» запустил сервис доставки товаров от продавцов к покупателям по более чем 650 городам России. В июне 2018 года «Авито» объявил о запуске услуги по онлайн-бронированию квартир для посуточной аренды, с возможностью синхронизировать календари с другими площадками (например, Airbnb). В сентябре 2018 года на «Авито» появилась система отзывов и рейтингов продавцов, в которой покупатели оценивают совершённую сделку. В октябре 2018 года компания расширила сеть доставки до 3600 пунктов выдачи.
25 января 2019 года южноафриканский холдинг Naspers стал владельцем 99,6 % в капитале «Авито».
В этом же году «Авито» начала сотрудничество с Почтой России. Это позволило расширить радиус доставки до 19 877 населённых пунктов. Ранее опция отправки товаров была доступна только для 7 крупных городов.
13 января 2020 года «Авито» купил контрольную долю (51 %) в российской ИТ-компании MaxPoster, которая занимается автоматизацией дилерского бизнеса по продаже автомобилей с пробегом, а в декабре 2021 года консолидировала 100 % компании. В декабре 2020 компания купила 25 % в сервисе для поиска временных работников GigAnt, также компании договорились запустить совместный сервис по поиску временных исполнителей в пиковые часы нагрузки, который станет частью «Авито Работа». В 2023 году «Авито» вышла из стартапа в связи с «утратой доверия» к основателям, с которым имела судебные разбирательства из-за обвинения в растратах.
В феврале 2021 «Авито» анонсировал появление маркетплейса на платформе своего сервиса, начав внедрять транзакционную модель взаимодействия профессиональных продавцов и покупателей. В марте 2021 года на «Авито» появилась услуга онлайн-бронирования автомобилей от частных продавцов. В 2021 году «Авито» начала переговоры о покупке своего конкурента — сервиса недвижимости «Циан», на сентябрь 2021 сделка находилась на рассмотрении в ФАС. 6 октября ФАС отклонила сделку. В октябре 2021 «Авито» ввёл нововведение в процесс отправки товаров — на странице заказа продавец может выбрать отделение отправки, узнать его режим работы и точный адрес, увидеть график загруженности отделения и выбрать время посещения.

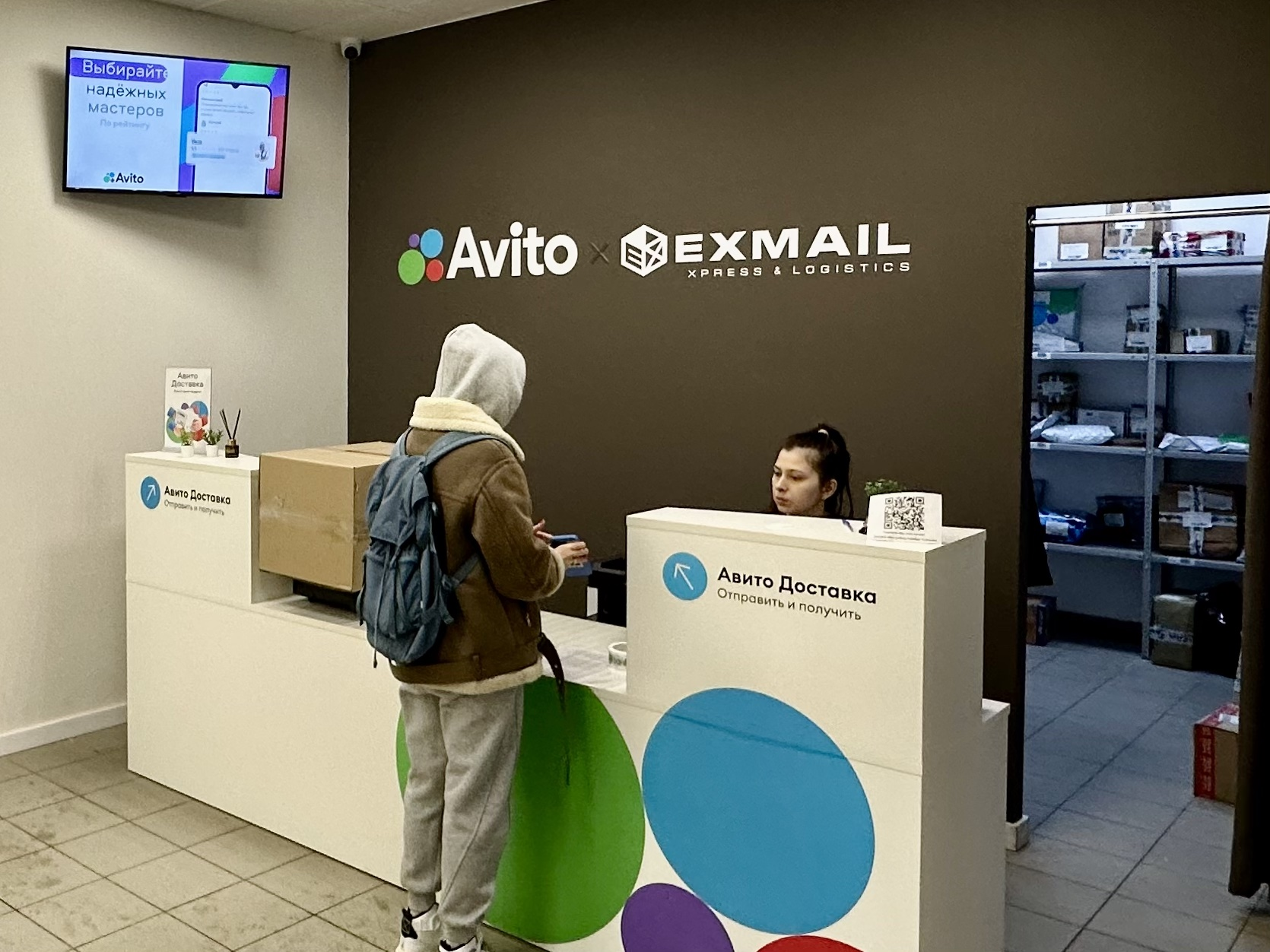
Пункт выдачи заказов «Авито х ExMail» в Москве, 2023 год

В апреле 2022 года «Авито» совместно с логистической компанией ExMail открывает пункты выдачи и отправки онлайн-заказов через «Авито доставку» в 12 городах России. 9 ноября 2022 года на «Авито» была добавлена характерная для интернет-магазинов функция «Корзина», чтобы можно было покупать товары с доставкой от различных продавцов сразу по нескольку позиций. 6 декабря 2022 года на «Авито» была введена комиссия на продажу товаров с помощью доставки для следующих категорий: «Одежда, обувь, аксессуары», «Детская одежда и обувь», «Часы и украшения», «Товары для детей и игрушки», «Красота и здоровье», «Музыкальные инструменты», «Спорт и отдых», «Охота и рыбалка», «Книги и журналы», «Коллекционирование». Её размер составляет 2 % от стоимости продажи.
В мае 2023 года «Авито» запустил в тестовом режиме доставку крупногабаритных товаров совместно с сервисом «Яндекс Доставка» в Москве и Санкт-Петербурге. Летом 2023 года компания запустила раздел «Авито Премиум» c объявлениями о продаже одежды, обуви и аксессуаров премиальных брендов. Такие товары прошли проверку на подлинность. В августе 2023 года «Авито» совместно с «Почтой России» запустили оплату при получении для заказов через «Авито Доставку».
В апреле 2024 года «Авито» объявило о запуске раздела «Молл» для продажи новых и «как новых» (без следов эксплуатации) товаров крупными и частными продавцами по формату классических маркетплейсов. Также в апреле 2024 компания объявила, что на основе раздела с посуточной арендой квартир, создает раздел «Авито Путешествия», в нём появится возможность бронировать номера в отелях. В мае 2024 года «Авито» объявил о запуске собственной премии «Мебель года» для представителей отечественной мебельной индустрии. 23 июля 2024 года приложение «Авито» было удалено из App Store, но менее, чем через сутки вернулось в магазин.
В ноябре 2024 года компания вошла в группу «Платина» рейтинга лучших работодателей России по версии Forbes, а в декабре офис «Авито» получил платиновый статус в рейтинге Forbes и Pridex «Топ-50 штаб-квартир российских компаний». Также компания попала в топ-20 рейтинга работодателей России 2024 года от HeadHunter.
В декабре 2024 года «Авито» приобрела два сервиса интернет-рекламы: AdRiver и Soloway, входившие в группу Internest. Стоимость активов оценивается до 2 млрд рублей.

## Статистика и финансовые показатели
По данным AppAnnie за 2018 год, 19 млн пользователей ежемесячно заходят на «Авито» с мобильных устройств. На 2021 год ежемесячная аудитория «Авито» составляет 50 млн пользователей, в минуту на сайте заключается 120 сделок.
По данным компании, в 2012 году пользователи «Авито» продали товаров на сумму 1 трлн рублей, это равняется 2 % ВВП России, а в 2019 году на 1,32 трлн рублей, то есть 1,45 % ВВП.
На ноябрь 2018 года доля «Авито» на рынке продажи автомобилей России составляет 44 %. За 2018 год число пользователей «Авито» выросло с 32 млн до 35 млн человек в месяц. По состоянию на 2020 год «Авито Недвижимость» занимает лидирующую позицию на рынке объявлений о поиске квартир с долей в 33,4 %.
В 2016—2020 годах российский Forbes ставил сервис на третье место (после Mail.Ru Group и Яндекса) в списке самых дорогих компаний рунета. В 2021 году «Авито» опустился на пятое место в списке самых дорогих компаний рунета. К февралю 2021 года стоимость «Авито» составила 4,9 млрд долларов. В 2022 году «Авито» вернулся на третье место в рейтинге, оценка компании увеличилась до 6,2 млрд долларов.
В декабре 2021 года «Авито» обогнал Craigslist, став, по данным SimilarWeb, самым посещаемым сайтом объявлений в мире.
За 2024 год на площадке продано более 900 тыс. товаров.
| Год  | Выручка, ₽ | Чистая прибыль, ₽ |
| ---- | ---------- | ----------------- |
| 2016 | 11,68 млрд | -                 |
| 2017 | 15,5 млрд  | -                 |
| 2018 | 20 млрд    | 8,9 млрд          |
| 2019 | 24 млрд    | 9,4 млрд          |
| 2020 | 29 млрд    | 10,6 млрд         |
| 2021 | 31 млрд    | -                 |
| 2022 | 64,4 млрд  | 11,9 млрд         |
| 2023 | 100,9 млрд | 39,3 млрд         |

## Руководство
В феврале 2022 года руководящий состав компании пополнился бывшим топ-менеджером Amazon Хартмутом Финком, частью зоны ответственности которого станут развитие бизнеса доставки и платежей в «Авито Товарах».
В марте 2022 года «Авито» объявила о выделении из состава OLX Group в самостоятельную российскую компанию. После выделения «Авито» продолжит работать в периметре группы Prosus и сохранит действующую команду топ-менеджеров во главе с Владимиром Правдивым. 20 мая 2022 года Prosus начал поиск покупателя на свою долю в «Авито».
В июне 2022 года в Госдуму внесен законопроект предлагающий ограничить долю владения иностранными компаниями онлайн-сервисами по размещению объявлений уровнем в 20 %. Инициатором ограничений выступил депутат Антон Горелкин. В свою очередь «Авито» отправило письмо главе комитета Госдумы по информационной политике Александру Хинштейну с просьбой не принимать поправку в текущем виде, объяснив это возможным «вынужденным поспешным отчуждением долей» и «риску поглощения конкурентами».
14 октября 2022 года Prosus объявила, что заключила соглашение с Kismet Capital Group Ивана Таврина о продаже «Авито» за 151 млрд рублей. Сделка получила одобрение от ФАС и правительства РФ и будет закрыта до конца октября. Финансирование сделки и расчёты по ней организованы консорциумом банков во главе с Россельхозбанком.
14 апреля 2023 года Владимир Правдивый, с 2016 года занимавший должность генерального директора «Авито», заявил об отставке. Руководство компанией взяла на себя команда топ-менеджмента. На 2024 год управляющими партнёрами «Авито» являлись Иван Гуз и Сергей Пивень.
В апреле 2025 структура под управлением Россельхозбанка купила 50 % «Авито». Россельхозбанк был якорным кредитором Ивана Таврина при покупке сервиса в 2022 году.

## Сервисы и приложения
В 2019 году на «Авито» представлено 10 категорий объявлений: «Личные вещи», «Транспорт», «Недвижимость», «Работа», «Услуги», «Для дома и дачи», «Бытовая электроника», «Хобби и отдых», «Животные», «Для бизнеса».
Сайт имеет несколько сервисов для пользователей и бизнеса:
- Тарифы — сервис, объединивший в себе ежемесячные пакеты размещений и возможность открыть свой магазин на платформе «Авито»[90].
- Доставка[91] — сервис доставки товаров от частных и профессиональных продавцов к покупателям.
- Онлайн-бронирование жилья — сервис для выбора даты заселения и оплаты онлайн[92].
- Онлайн-сервис аренды спецтехники. Запущен «Авито Спецтехникой» в конце июля 2024 года. Предназначен для поиска спецтехники и поставщика под запрос клиента с учётом расположения и рейтинга на Авито[93].

### Автотека

Логотип «Автотеки»

Cервис для проверки автомобилей по VIN и госномеру, предоставляющий данные об истории эксплуатации и юридической чистоте транспортного средства. Создан в 2016 году сервисом объявлений «Авито» совместно с крупнейшими автомобильными дилерами — «Рольф», «Автомир», Genser, «Независимость», «Транстехсервис» и «Ключавто».
Сервис включает информацию о юридической чистоте автомобиля (проверку на угоны, ДТП, уплату налогов, залоговую историю), об оплате парковок, наличии неоплаченных штрафов, но и данные о техобслуживании — от прохождения техосмотра до перечня кузовных работ, также история объявлений о продаже конкретного автомобиля на «Авито». Эту информацию передают в «Автотеку» партнёры проекта — 1500 официальных дилеров и около 500 независимых сетевых техстанций.
В октябре 2017 года сервис начал сотрудничество с НБКИ. Стала доступна информация из базы залоговых автомобилей и другого движимого имущества НБКИ. В феврале 2018 года ассоциация «Российские автомобильные дилеры» (РОАД) и «Автотека» объединяют автомобильные базы данных. 80 % «Автотеки» останется у «Авито», 20 % перешло РОАД. В августе 2020 года Росстандарт и «Автотека» подписали соглашение — они будут совместно оповещать о начале отзывов автомобилей.

### GenAI
До 2028 года компания планирует инвестировать в GenAI порядка 12 млрд рублей и заработать более 21 миллиарда рублей от их использования. Первые запуски продуктов с применением GenAI в 2024 году уже обеспечили 670 млн рублей. На 2025 год запланировано внедрение ещё 20 новых сценариев использования генеративных моделей с потенциалом более 1 млрд рублей. В рамках стратегии развития GenAI компания представила новое семейство генеративных моделей — текстовую A-Vibe и мультимодальную А-Vision. Модели обучены на базе нейросети Qwen2.5 с 7 миллиардами параметров и специализированы для задач, связанных с покупкой и продажей.

## Безопасность
Сервисы объявлений, включая «Авито», являются популярной средой деятельности интернет-мошенников, действующих с помощью социальной инженерии, в частности фишинга. В 2020 году, по оценке экспертов, это второй по размеру сегмент мошенничества после банковского. Популярность мошенничества обусловлена тем, что криминальная схема распространяется по принципу CaaS (Cybercrime as a Service, в переводе с англ. — «киберпреступление как услуга»), в соответствии с которым мошенники создают инструменты для совершения преступлений и предоставляют возможность использовать их людям без специальных технических познаний.
Сервисы объявлений пытаются затруднить работу мошенникам, вводя технические ограничения, например блокируя возможность вставлять в сообщения ссылки на внешние ресурсы и побуждая пользователей вести всю коммуникацию по сделкам внутри сервиса, а не переходить в сторонние мессенджеры. В феврале 2022 года «Авито» скрыл телефонные номера всех частных продавцов, вместо этого покупатели видят специальный временный номер, что делает бессмысленной работу автоматических систем, которые массово собирают данные. В этом же месяце была внедрена возможность подтвердить аккаунт через Единую систему идентификации и аутентификации (ЕСИА), что сделало «Авито» первым сервисом объявлений с верификацией через Госуслуги.